# Крајински партизански одред
Крајински народноослободилачки партизански (НОП) одред формиран је 1. августа 1941. године на атару Шуљевац код Метриша, јужно од Неготина, јачине 15 бораца, са 2 пушке, 3 пиштоља и 5 бомби.

## Борбена дејства
Ноћу 16/17. августа 1941. разоружао је жандармеријске посаде на железничким станицама Рајац, Тамнич и Брусник и запленио 12 пушака и око 500 метака. Ноћу 21/22. августа напао је среско место Салаш и створио слободну територију која се ширила од Салаша према Неготину и Зајечару. Након што је ојачао на 158 бораца, одред је 22. септембра напао Крајинско-хомољско-поречки четнички одред у селу Црнајки. Здружени одред четника и жандарма напао га је 29. септембра на источним падинама Дели Јована и разбио код села Сикола. Око 500 немачких војника и четнички Крајински и Тимочки одред окружили су га и готово уништили 5. октобра у рејону Лија Глава на јужним падинама Дели Јована. Након тога је преостала само групица од 6 људи. Већину заробљених партизана Немци су повешали у Бору.

## Обновљени одред
Лети 1942. године, Окружни комитет КПЈ за Зајечар је од преживелих бораца и делова Тимочког партизанског одреда формирао нови Крајински одред са 40 људи, који је дејствовао на подручју од села Рготине до Доњег Милановца. Често је водио борбе са четницима и жандармима у рејону Мајданпека и Борског рудника. Група бораца одреда је 5. фебруара 1943. упала у Бор и запалила немачке магацине течног горива. Одред је 15. јуна 1943. ушао у састав Тимочког партизанског батаљона, који је касније прерастао у Зајечарски партизански одред „Миленко Брковић Црни“, који је 11. марта 1944. године преименован у Девету српску бригаду НОВЈ.

## Борци Крајинског партизанског одреда и њихови помагачи − Фотогалерија
- Сретен Вучковић
- Србислав Срба Бешир
- Јован Милојевић Шане
- Јован Трујић
- Јован Динкић
- Јеремија Илић Јегор
- Јован Динић
- Илија Ранковић
- Душанка Милошевић
- Драгомир Милосављевић Гринка
- Драгољуб Милинчић
- Добривоје Недељковић Доне
- Добрила Радосављевић Стара
- Бранко Перић
- Добрила Мирчић
- Дивна Цветковић
- Божидар Стојановић
- Бранко Ценковић
- Божа Ђорђевић
- Бора Радојевић
- Бора Илић Мицињак
- Мариола Петровић
- Радомир Недељковић
- Миомир Радосављевић Пики
- Станоје В. Станојевић
- Божа Илић
- Петар Ђулаковић
- Љубомир Голубовић Видра
- Љубомир Николић Дилга
- Радован Дудић
- Радомир Живановић Баја
- Ратко Недељковић Чича
- Саво Драгојевић
- Стефанија Михајловић
- Стојан Стевић
- Стојан Крестић
- Воја Миленковић
- Владимир Златојевић
- Војислав Станисављевић
- Вукашин Јаковљевић
- Живота Благојевић
- Живојин Петканић
- Светолик Ђорђевић Тола